# Nghĩa An, Nghĩa Đàn
Nghĩa An là một xã miền núi của huyện Nghĩa Đàn, tỉnh Nghệ An, Việt Nam.

## Đặc điểm
Xã cách trung tâm huyện lỵ khoảng 19Km về phía Tây Nam. Diện tích đất tự nhiên: 1.501,87 ha, diện tích canh tác 882 ha, đất lâm nghiệp 119 ha, đất chuyên dùng 187 ha, đất ở 37 ha, đất chưa sử dụng 238 ha. Dân số: 1.252 hộ với 6.590 khẩu. Trong đó có 670 hộ với 3.426 khẩu dân tộc thiểu số, 237 hộ với 1.415 khẩu giáo dân. Toàn xã có 2.985 lao động. Tổng thu nhập/ năm: 21.871 triệu đồng. Thu nhập bình quân 3.500.000 đồng/ người/ năm. 

## Giao thông và công nghiệp
Điều kiện giao thông: có đường Quốc lộ 48D đi qua xã, với chiều dài 3,5 km. Đường liên xã cấp phối dài 5 Km. Đường liên thôn 17 Km, đường bê tông 3,7 Km. 100% số xóm trong xã có điện lưới Quốc gia.